# International Track & Field 2000
International Track & Field 2000 és un videojoc sobre l'atletisme. Es pot jugar en diferents plataformes: Nintendo 64, PlayStation, PlayStation 2, Dreamcast i Game Boy Color. Va ser llançat l'any 2000 a Europa sota el nom de International Track & Field: Summer Games (versió de Nintendo 64), International Track & Field 2 (versió de PlayStation), ESPN International Track & Field (versió de Dreamcast, PlayStation 2 i Game Boy Color, així com el títol a Amèrica del Nord) i al Japó com a Ganbare Nippon! Olympics 2000.

## Rebuda
Les versions de PlayStation 2 i Dreamcast van rebre ressenyes mixtes o mitjanes segons el lloc web Metacritic. Al Japó, la revista Famitsu li va donar una puntuació de 30 sobre 40. La primera revisió del joc va sorgir de Nintendo Power, la qual cosa va donar a la versió N64 una puntuació de 7,3 sobre 10 a l'edició de març del 2000, tot i que el joc en si no va sortir fins tres mesos després.